# Maslac
Maslac (Eng. - butter), poznat i kao posvojenica puter je energetski i nutritivno visoko vrijedan mliječni proizvod, dobiva se procesom bućkanja iz osnovne sirovine slatkog ili kiselog vrhnja, kemijskog sastava: voda (80%), suha tvar (16%)>(bjelančevine, vitamini, minerali, soli...).
Vrhnje za proizvodnju maslaca se ne homogenizira.
Pojam maslac se danas često zamjenjuje s margarinom. Maslac je prehrambeni proizvod dobiven preradom mliječne masti (vrhnja). Margarin je prehrambeni proizvod dobiven industrijskom preradom biljnih ulja.
Maslo je pročišćeni maslac. Dobiva se kuhanjem maslaca na niskoj temperaturi. 
Maslac je energetski i nutritivno visoko vrijedna hrana, te je jako zdrava. Osim velikog udjela masnoća (iz mlijeka) ima velik udio bjelančevina, vitamina i minerala te je izvor prehrane u mnogim kulturama već tisućama godina.

## Opis
Pri bućkanju sjedinjuju se sitni djelići masti najprije u manje, zatim u veće grudice, a tekućina koja ostaje od bućkanja i cijeđenja maslaca zove se stepka ili mlaćenica. U mljekarskoj industriji maslac se proizvodi u posebnim separatorima. Maslac proizveden u industrijskom pogonu može sadržavati do 2% kuhinjske soli i može se bojiti prirodnom bojom.
Razlikuje se nekoliko vrsta maslaca: maslac I. kvalitete, maslac II. kvalitete i domaći maslac. Dobar maslac ima svojstven ugodan miris i okus, a okus maslaca ovisi i o hrani krave.

## Skladištenje i čuvanje
Maslac se čuva do 14 dana na temperaturi do +5°C, a dulje od 14 dana na temperaturi do -20°C ili nižoj.

## Vrste
- maslac od kikirikija